# Anthostomella taiwaniana
Anthostomella taiwaniana är en svampart som beskrevs av Chao H. Chung & Tzean 2000. Anthostomella taiwaniana ingår i släktet Anthostomella och familjen kolkärnsvampar.   Inga underarter finns listade i Catalogue of Life.